# Abteibier

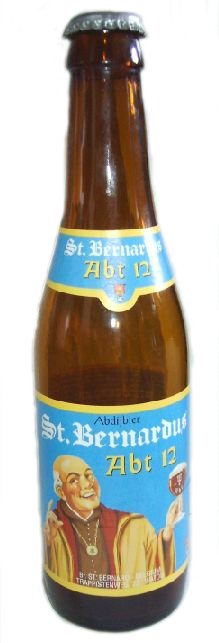
Abt 12 (10,5 % alc.)

Abteibier ist ein in belgischen Klöstern (oder außerhalb der Klöster: nach überlieferter Klosterrezeptur) hergestelltes obergäriges Bier. In Belgien existieren ca. 70 verschiedene Abteibiermarken. Einige der Biernamen entstammen der jeweiligen Gemeinde, andere sind Kirchen, Ruinen, Heiligen oder Heiligtümern gewidmet. Dabei bleibt die Abtei, sofern sie noch fortbesteht, Eigentümer des Rezeptes und verleiht dem Bier seinen Namen. Sehr viele der Abteibiermarken werden heute von externen Brauereien unter Lizenz gebraut (z. B. Leffe, gebraut von InBev).
Der Alkoholgehalt beträgt zwischen 6 % (double) und 7–10,5 % (triple).
Besondere Abteibiere sind die Trappistenbiere, die ausschließlich von den Mönchen selbst gebraut werden.
Nur rund zehn Trappistenbiere dürfen (Stand Ende 2022) das Label Authentic Trappist Product tragen:
- Chimay
- Orval
- Rochefort
- Westmalle
- Westvleteren
- La Trappe (Niederlande)
- Zundert, Trappistenabtei Zundert
- Stift Engelszell (Österreich)
- Kloster Tre Fontane (Italien)
- Tynt Meadow, Kloster Mount Saint Bernard (Leicester, UK)

Beispiele für Abteibiere:
- Abbaye de Forest[2]
- Achel
- Affligem (Benediktiner)
- Corsendonk
- Dendermonde (Benediktiner)
- Ename
- Floreffe (ehemals Prämonstratenser (Norbertiner))
- Florival
- Grimbergen (Prämonstratenser (Norbertiner))
- Kapittel[3]
- Leffe (ehemals Prämonstratenser (Norbertiner))
- Maredsous
- Postel (Prämonstratenser (Norbertiner))
- St. Bernardus
- St. Paul double[4]
- Stift Engelszell[5]
- Steenbrugge
- Tongerlo (Prämonstratenser (Norbertiner))
- Val-Dieu